# Lala Wane
Lala Wane (Pikine, 15 luglio 1989) è un'ex cestista senegalese.

## Carriera
Con il Senegal ha disputato i Giochi olimpici di Rio de Janeiro 2016.